# My Heaven (bài hát của Big Bang)
"My Heaven" là đĩa đơn tiếng Nhật đầu tiên của ban nhạc nam Hàn Quốc Big Bang do YG Entertainment và Universal Music Japan phát hành. Đĩa đơn là phiên bản tiếng Nhật của bài hát tiếng Hàn "Heaven" (tiếng Hàn Quốc: 천국; Cheonguk) trong EP Stand Up. Bài hát cho tới nay đã bán ra được trên 40.552 bản. Video âm nhạc của bài hát được bấm máy từ ngày 27 tới 28 tháng 4 năm 2009 và được phát sóng lần đầu vào ngày 11 tháng 5 năm 2009. Video có sự tham gia diễn xuất của nữ diễn viên và người mẫu người Nhật Mayuko Kawakita.

## Danh sách track
| Phiên bản CD+DVD hoặc chỉ CD Type A | Phiên bản CD+DVD hoặc chỉ CD Type A | Phiên bản CD+DVD hoặc chỉ CD Type A |
| STT                                 | Nhan đề                             | Thời lượng                          |
| ----------------------------------- | ----------------------------------- | ----------------------------------- |
| 1.                                  | "My Heaven"                         | 3:51                                |
| 2.                                  | "Emotion"                           | 3:19                                |
| 3.                                  | "My Heaven" (Club mix)              | 4:34                                |
| Tổng thời lượng:                    | Tổng thời lượng:                    | 11:43                               |

| DVD | DVD                               | DVD        |
| STT | Nhan đề                           | Thời lượng |
| --- | --------------------------------- | ---------- |
| 1.  | "My Heaven" (Video âm nhạc)       |            |
| 2.  | "My Heaven" (Quá trình làm video) |            |

| Phiên bản chỉ CD Type B | Phiên bản chỉ CD Type B    | Phiên bản chỉ CD Type B |
| STT                     | Nhan đề                    | Thời lượng              |
| ----------------------- | -------------------------- | ----------------------- |
| 1.                      | "My Heaven"                | 3:51                    |
| 2.                      | "Emotion"                  | 3:19                    |
| 3.                      | "Candle" (Michitomo remix) | 6:07                    |
| Tổng thời lượng:        | Tổng thời lượng:           | 11:47                   |